# Batalha de Arroyo Grande (1818)
No início da ocupação Portuguesa de parte do território da Banda Oriental do Uruguai iniciada em 1816, o General Fructuoso Rivera, após derrotar as tropas luso-brasileiras na Batalha de Queguay Chico, foi surpreendido por um exercito de 4 000 homens nas margens do Rio Negro (Uruguai), perto do Passo del Rabón, em 3 de outubro, por Bento Manuel Ribeiro. Rivera conseguiu escapar. Mas em fim de outubro de 1818 travou-se a batalha entre as tropas artiguistas comandadas por Fructuoso Rivera e as portuguesas comandadas por Bento Manuel Ribeiro, às margens do Arroyo Grande no atual Departamento de Río Negro.